# Szpilki (zespół)
Szpilki – polski zespół disco-polowy działający w latach 2020–2025.

## Historia zespołu
Zespół został założony we wrześniu 2020 przez trzy dziewczyny: Klaudię Przybyszewską, Marlenę Sztando i Milenę Grzywacz. Wcześniej tworzyły już wspólnie muzykę: śpiewały na uroczystościach ślubnych w kościołach i miały wspólny kanał na YouTube, gdzie zamieszczały covery polskich i zagranicznych piosenek.
W 2022 roku ich pierwszy singiel pt. Zaczaruję otrzymał złotą płytę. Inne znane single zespołu, które zdobyły po kilka milionów wyświetleń w serwisie YouTube, to: „Wenezuelski film”, „Zaczniemy od buzi”, „Chciałabym więcej” i „Nie będę kochać”. W 2024 roku zespół opublikował singiel „Na Pieska”, który wywołał kontrowersje ze względu na dwuznaczny tytuł. Zdaniem jednej z wokalistek Szpilek, Marleny Sztando, jest to najlepszy utwór tego zespołu.
W styczniu 2025 roku zespół poinformował za pośrednictwem mediów społecznościowych o zakończeniu działalności. Wokalistki poinformowały jednak, że w tym samym składzie będą kontynuować muzyczną karierę.